# Chancre du hêtre
Le chancre du hêtre est une maladie fongique qui attaque les hêtres (genre Fagus) en Europe et en Amérique du Nord, causant de la mortalité chez les arbres et des défauts,,.
En Amérique du Nord, la maladie apparaît lorsque la cochenille du hêtre, Cryptococcus fagisuga, attaque l'écorce de l'arbre, créant une lésion.  Par la suite, deux espèces différentes de champignons, Neonectria faginata (syn Nectria coccinea var. faginata) et Neonectria ditissima (syn. Nectria galligena),  communes en Amérique du Nord peuvent pénétrer dans l'arbre par la blessure et l'envahir, provoquant la formation d'un chancre. les années suivantes, de nouveaux chancres continueront de se former, menant finalement à la mort de l'arbre. 
En Europe, Nectria coccinea est la principale espèce de champignons causant l'infection L'infection des arbres se produit de la même manière qu'en Amérique du Nord. Toutefois, bien que la maladie soit toujours présente en Europe, elle est moins grave qu'elle ne le fut par le passé.

## Histoire et distribution

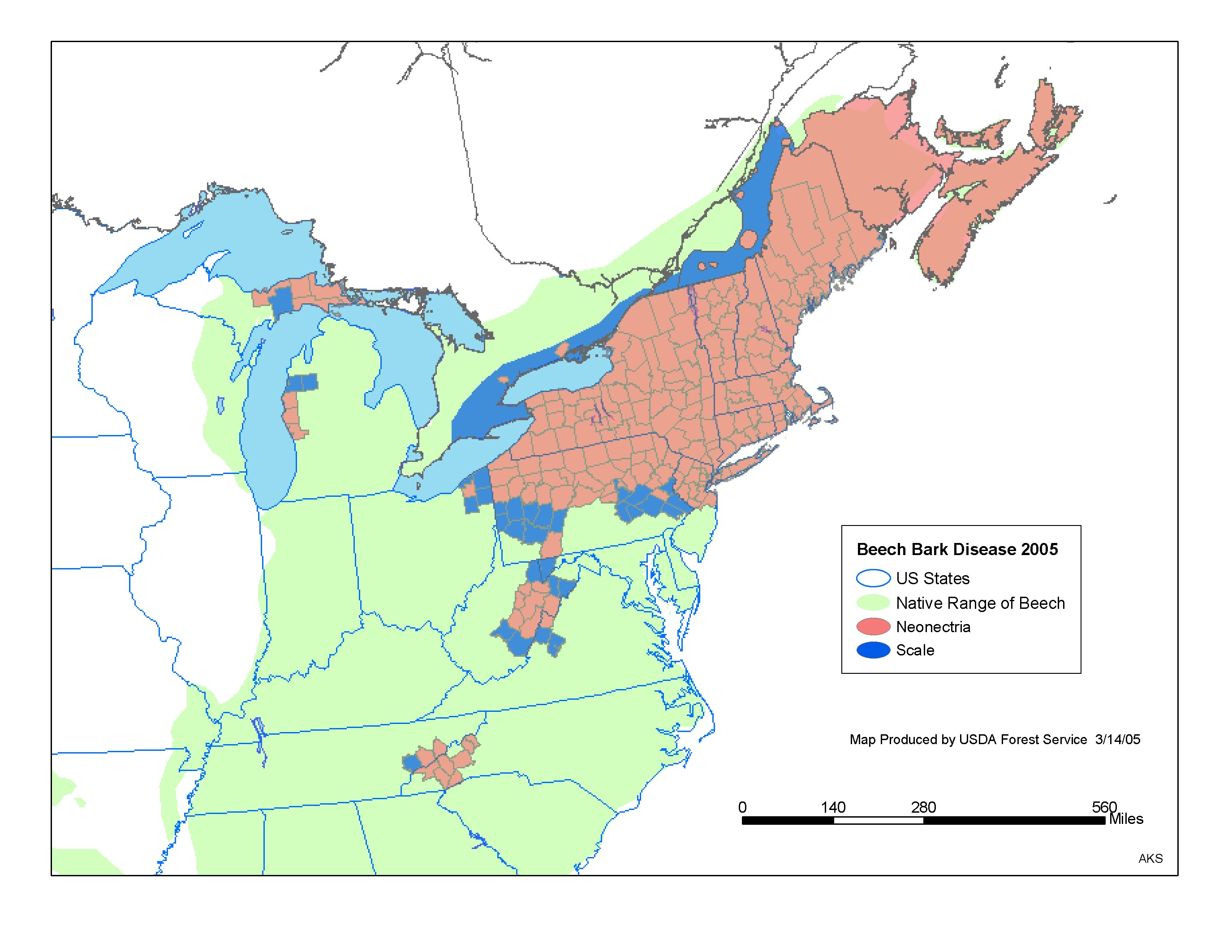
Carte de répartition du hêtre américain et de la cochenille du hêtre.

Le chancre du hêtre a été signalé pour la première fois en Europe en 1849.
Au début, on croyait que l'insecte était la cause principale de la maladie. Ce n'est qu'en 1914 que le champignon a été associée à la maladie,.
La première apparition de la maladie du chancre du hêtre en Amérique du Nord s'est produite chez le hêtre américain (Fagus grandifolia) en Nouvelle-Écosse vers 1920.
La maladie s'est ensuite propagée vers le sud et l'ouest. En 1929, le premier cas de chancre du hêtre a été signalé aux États-Unis dans le Massachusetts. En 2004, la maladie s'était propagée à l'ouest jusqu'au Michigan et au sud jusque dans  l'ouest de la Caroline du Nord,

## Le duo destructeur
Le développement du chancre du hêtre requiert deux éléments, un insecte et un champignon.

### L'insecte

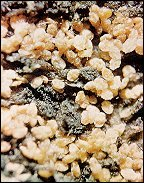
Cochenilles du hêtre adultes.

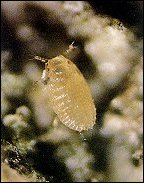
Nymphe

La cochenille du hêtre peut être observée sur le tronc et les branches de l'arbre sous forme de touffes blanches, laineuses, qui se développent ensuite en larges bandes. Il s'agit de colonies de cochenilles qui se forment dans de minuscules fissures le long de l'écorce.
La cochenille du hêtre adulte a un corps mou, de forme elliptique, de couleur jaune, dont la longueur varie de 0,5 à 1,0 millimètre de long. La cochenille du hêtre a aussi un stylet dont elle se sert pour pénétrer l'écorce de l'arbre et s'alimenter. Il n'existe pas de mâles dans cette espèce et les femelles se reproduisent par parthénogenèse. Du milieu à la fin de l'été, la cochenille du hêtre pond ses œufs et meurt.
Les œufs, de couleur jaune pâle, sont pondus sur l'écorce en chaînes de quatre à huit œufs. Les nymphes du premier stade   commencent à éclore à la fin de l'été et cela continue jusqu'au début de l'hiver. Elles ont de courtes antennes et des pattes, et se déplacent jusqu'à ce qu'elles trouvent un endroit approprié et sûr pour se fixer, insérer leur stylet dans l'écorce et commencer à se nourrir. A ce stade, elles commencent à sécréter le couvercle de cire laineuse qui leur sert de protection. C'est la deuxième étape de leur cycle de vie et lorsque arrive la saison du printemps, elles muent à nouveau et se transforment en femelles adultes,.

### Le champignon
En Amérique du Nord, deux espèces communes de champignons jouent un rôle importants dans le processus du chancre du hêtre. Il s'agit de Neonectria faginata et Neonectria ditissima. Le champignon le plus important est Neonectria faginata, même si Neonectria ditissima est très important dans certaines régions.
Ces champignons infectent l'arbre à partir des blessures causées par la cochenille du hêtre, puis commencent à produire des spores. Un type de spore produite est la périthèce. Les périthèces sont des fructifications rouges, en forme de citron, qui se forment en grappes sur l'écorce. Ces périthèces mûrissent à l'automne, et une fois qu'elles sont devenues suffisamment humides, elles libèrent chacune huit spores qui sont transportées par le vent vers d'autres hêtres,.
Même si les périthèces apparaissent sur l'écorce morte, elles sont encore capables de produire des spores viables l'année suivante.

## Signes et symptômes
Le premier signe visible est une couche laineuse, blanche, cireuse que secrète la cochenille du hêtre. Ce signe peut être observé sur des zones restreintes ou plus étendues de l'arbre. La quantité de matière cireuse observée dépend de l'importance de la population de la cochenille du hêtre sur l'arbre.
Les champignons du genre Neonectria montrent également des signes de leur présence. Un signe précoce est ce qui ressemble à une tache de saignement sur l'arbre. Un liquide brun rougeâtre suinte à partir du site de la plaie, ce qui lui donne cette apparence. Ensuite, des périthèces se forment autour de la zone morte, ce qui est un autre signe de la maladie,.
Les symptômes du chancre du hêtre peut être observés sur le feuillage et sur le fût de l'arbre. Les symptômes affectant le feuillage sont le jaunissement, devenant petites et rares, et le reste sur l'arbre pendant la période estivale. 
Les arbres qui montre une couronne mince, affaiblie, peuvent persister pendant plusieurs années, mais peuvent aussi mourir sans montrer d'autres symptômes.
les symptômes qui sont visibles sur le tronc sont la fissuration de l'écorce, la formation de chancres et la cassure et la chute du hêtre. la chute du hêtre est le résultat de l'affaiblissement du bois par les champignons et les insectes, ce qui le rend susceptible d'être balayé par un coup de vent.

## Moyens de lutte
Il existe peu de moyens de lutter contre le chancre du hêtre. 
Un moyen préventif important est l'interdiction de la circulation de plants issus de pépinières ou d'autres matériaux pouvant abriter la cochenille du hêtre.
Les insecticides, qui ne s'utilisent généralement pas dans les conditions de la sylviculture, sont principalement utilisés sur des arbres d'ornement ayant une grande valeur.
L'utilisation d'organismes auxiliaires est aussi une possibilité. La coccinelle est un coléoptère qui se nourrit de la cochenille du hêtre. Un champignon parasite des Neonectria pourrait également être utilisé. L'efficacité de l'utilisation de ces organismes pour lutter contre le chancre du hêtre n'a pas été évalué en profondeur.
En sylviculture, la lutte contre le chancre du hêtre serait trop coûteuse. Une coupe de récupération faite à temps est la meilleure manière de réduire les pertes de hêtres dans le cadre d'une exploitation forestière,. En France où des attaques contre des hêtres cultivés en monoculture en Normandie ont inquiété l'ONF, il a été suggéré par exemple par Michel Hubert qu'une gestion forestière hétérogène et mélangée (de type Prosilva) pourrait limiter ce type de risque.